# حمله نیروهای متحد اشکانیان و طرفداران پومپه به روم
پس از شکست جناح مورد حمایت ایران در جنگ داخلی رهایی‌بخشان روم در برابر مارک آنتونی و اوکتاویان، ارد دوم، شاهنشاه ایران، سپاهی مرکب از نیروهای ایرانی و رومی‌های حاضر در دربار ایران را به رهبری پاکور، شاهزاده اشکانی، و کوینتوس لابینوس ژنرال رومی را در سال ۴۰ پیش از میلاد روانه مرزهای شرقی جمهوری روم کرد. در این زمان، مارک آنتونی در مصر حضور داشت. در جریان این حمله، تعداد زیادی از نیروهای رومی حاضر در آسیای کوچک و شام که بیشترشان جمهوری‌خواهانی بودند که در جنگ‌داخلی اخیر شکست خورده بودند، به نیروهای شاهنشاهی ایران پیوستند. ارتش متحد ایران و رومی خیلی سریع شام و بخش‌های بزرگی از آسیای مقدم را فتح کرد. در سال ۳۹ پیش از میلاد، مارک آنتونی یکی از ژنرال‌های رومی به نام ونتیدیوس را به مقابله با متحدین فرستاد. ونتیدیوس در یک ضدحمله لابینوس را شکست داد و پس از دستگیری وی، او را اعدام کرد. در اقدام بعدی، به شام حمله برد و آنجا را از اشغال توسط نیروهای ایران آزاد ساخت. پاکور و نیروهای اشکانی مجدداً تلاش کردند تا شام را پس بگیرند، اما توفیقی پیدا نکردند. خودِ پاکور نیز در این نبرد کشته شد.
در پاسخ به این حمله همه‌جانبه به خاک روم، مارک آنتونی با سپاه عظیمی به ایران حمله‌ور شد، اما او هم سرانجام بهتری نداشت و پس از یک شکست سنگین و مرگ ۳۲ هزار سرباز رومی، از خاک ایران عقب‌نشینی کرد.

## پیش‌زمینه

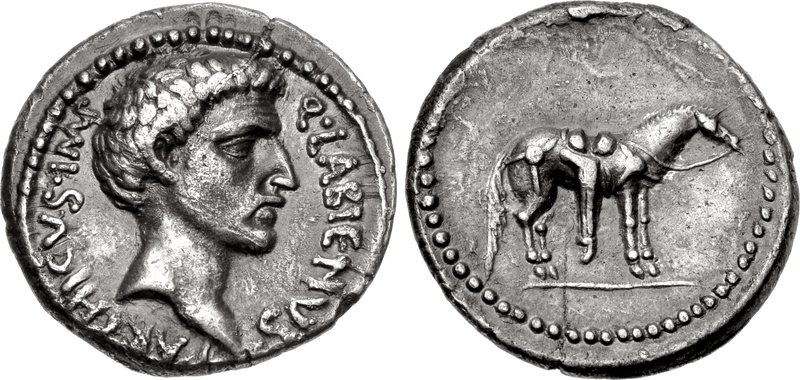
سکه ضرب شده توسط لابینوس در سال ۴۰ پیش از میلاد

ایرانیان در نبرد حران، مارکوس کراسوس (از اعضای حکومت سه نفره، در کنار ژولیوس سزار و پومپه) را شکست داده بودند و سپس خود او را نیز اعدام کرده بودند. آن‌ها همچنین روابطی نیز با پومپه داشتند، اما در جریان جنگ داخلی او با سزار از نظر نظامی حمایتش نکرده بودند. پس از مرگ پومپه، سزار برنامه‌ای برای حمله به ایران و فتح این کشور در سر داشت، اما پیش از اینکه این طرح عملی شود، سزار توسط سناتورها به قتل رسید.

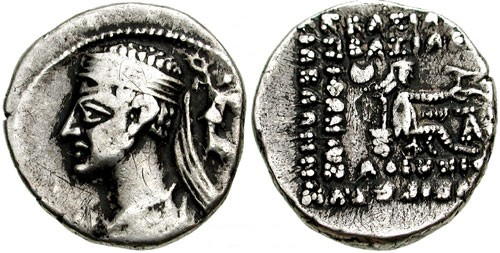
پاکور اشکانی. او سرانجام در این جنگ جان خود را از دست داد.

در سال ۴۲ پیش از میلاد، ایرانیان از رهایی‌بخشان (رهبرانِ جناحی که سزار را به قتل رسانده بودند) در برابر مارک آنتونی و اوکتاوین (رهبران جناح طرفداران سزار) در نبرد فیلیپی، یکی از نبردهای جنگ داخلی رهایی‌بخشان، حمایت کردند، اما نتوانستند مانع شکست این جناح شوند. پس از شکست رهایی‌بخشان، یکی از ژنرال‌های وفادار به جمهوری، به نام کوینتوس لابیوس به دربار ایران فرستاده شد تا از شاهنشاه اشکانی، ارد دوم درخواست حمایت کند که با پاسخ مثبت ایران روبرو شد. زمانی که مارک آنتونی در کنار همسرش کلئوپاترا در مصر حضور داشت، نیروهای مرکب از رومیان وفادار به جمهوری و ایرانیان به فرماندهی لابینوس و پاکور به مرزهای شرقی جمهوری روم حمله‌ور شدند.

## اردوکشی
ارد لابیوس و فرزندش پاکور را به همراه سپاه بزرگی در اوایل سال ۴۰ پیش از میلاد (یا اواخر ۴۱ پیش از میلاد) روانه قلمروی رومیان کرد. به گفته دیوید واگی، بیست هزار اسوار ایرانی برای این حمله نیاز بود. در ابتدای ورود نیروهای ایرانی به سوریه، بسیاری از سربازان رومی که هنوز به جمهوری وفادار بودند، به لابیوس پیوستند. فرماندار سوریه که از سوی مارک آنتونی منصوب شده بود، یعنی لوسیوس دسیدیوس ساکسا، از برابر ارتش اشکانی و نیروهای جمهوری‌خواه فرار کرد. او ابتدا به آنتاکیه و سپس به کیلیکیه پناه برد. اما لابیوس در آنجا وی را دستگیر و سپس اعدام کرد. در پیروزی‌های رعدآسای ایرانیان در سوریه و آسیای کوچک، تعداد زیادی از درفش‌های عقاب‌نشان رومی به دست ایرانیان افتاد و از آنجایی از دست دادن درفش‌ها عملاً به این معنی بود که روح یک لژیون از بین رفته است و منحل کردن یک لژیون رومی توسط دشمن، تحقیر تاریخی و بزرگی بود، پس دادن این درفش‌ها یکی از بندهای صلحی که بیست سال پس از این نبرد به امضا رسانیده شد، بود.
به هر صورت، شهرهای آپامیا و انتاکیه در برابر ایرانیان تسلیم شدند. پس از فتح این شهرهای مهم، نیروهای متحدین دو بخش شدند: پاکور به فلسطین و فینیقه یورش برد و لابینوس به سمت آسیای مقدم پیشروی کرد. لابینوس به سرعت مناطق وسیعی را فتح کرد و خود را امپراتور خواند. پاکور نیز که به نبوغ‌نظامی شهرت پیدا کرده بود، موفق شد بدون دردسر چندانی تمام شهرهای شام (به جز صور) در سواحل مدیترانه را تسخیر کرد. سپس پاکور در ماه مه ۴۰ پیش از میلاد، به غزه رسید و در آنجا با استقبال مردم محلی که اکثریت آنان نبطی بودند، روبرو شد. درحالی که پاکور مشغول فتح شهرهای ساحلی بود، سایر مناطق شام نیز توسط برزافره فتح شد سپس سورنا بقیه مناطق را فتح کرد . رهبر یهودیان طرفدار ایران، آنتیگونوس دوم یهودیه نیز یک سپاه یهودی به یاری پاکور فرستاد و در نبرد با رهبران یهودی طرفدار روم، هیرکانیوس دوم و فصیل، به او یاری رساند. پاکور نیز در عوض او را به عنوان شاه جدید یهودیه برگزید. او همچنین فصیل و هیرکانیوس را دستگیر کرد و به ایران فرستاد، درحالی که دیگر رهبر یهودیانِ طرفدار روم، یعنی هیرود با موفقیت از چنگ او فرار کرد..
در همین زمان، مارک آنتونی مصر را به مقصد یونان ترک کرد و پابلیوس ونتیدیوس باسوس را به آسیا روانه کرد. او با سپاهی که از نفرات کمتری نسبت به دشمن برخوردار بود، در دو نبرد دروازه‌های کیلیکیه و نبرد گذرگاه آمانوس لابیوس را شکست داد و وی را دستگیر و سپس اعدام کرد. ونتیدویوس باسوس سپس روانه شام شد و باموفقیت این منطقه را از اشغال توسط نیروهای ایرانی آزاد ساخت.ولی در یک نبرد توسط سورنا شکست خورد و مجبور به عقب نشینی شد .  یک سال بعد و در ۳۸ پیش از میلاد، پاکور یورش دیگری به سوریه را رهبری کرد، اما در نبرد کوه گینداروس شکست خورد و خود او نیز کشته شد. مرگ او باعث افسردگی پدرش، ارد دوم شد.
از لابینوس سکه‌هایی در انتاکیه پیدا شده است.

## پیامد
پس از این نبرد، ایران از حالت تهاجمی به حالت تدافعی در آمد و این بار نوبت رومیان بود تا حالت تهاجمی به خود بگیرند. در ۳۸ سال پیش از میلاد، مارک آنتونی حمله بزرگی به ایران را ترتیب داد، اما پس از یک شکست سخت، با تلفات بسیار عقب نشست. عقب‌نشینی فاجعه‌بار آنتونی که مجموعاً باعث از دست دادن ۳۲ هزار نیروی رومی شده بود، آخرین برخورد نظامی بزرگی بود که در دور نخست جنگ‌های ایران و روم روی داد. حدوداً یک دهه بعد، صلحی میان دو امپراتوری، در دوران فرهاد چهارم از ایران و آگوستوس از روم، به امضا رسید که تقریباً برای دو دهه پایدار ماند.